# Diseño de información
El Diseño de información es la práctica de presentar la información de manera que haga su compresión eficiente y efectiva. El término se refiere específicamente al ámbito del diseño gráfico, orientado a mostrar la información eficazmente, más allá de presentar solamente un resultado atractivo o como forma de expresión artística. El Diseño de información está estrechamente relacionado al campo de la visualización de datos y es enseñado a menudo como parte de cursos de diseño gráfico.
Las amplias aplicaciones del diseño de la información junto con sus estrechas conexiones con otros campos del diseño y las prácticas de comunicación han creado cierta superposición en las definiciones de diseño de la comunicación, visualización de datos y arquitectura de la información.
Según Per Mollerup, el diseño de información es diseño de explicación. Explica los hechos del universo y conduce al conocimiento y la acción informada.